# František Dušek
František Dušek var en bøhmisk fægter, som deltog i OL 1908 i London.
Dušek deltog i tre konkurrencer ved OL 1908, men hverken i den individuelle konkurrence i kårde eller sabel nåede han videre fra første runde. Han var med i holdkonkurrencen i sabel for Bøhmen. I holdkonkurrencen, som blev afviklet efter bergvallsystemet, vandt Bøhmen først over Nederlandene og derpå i semifinalen over Frankrig, men tabte så i finalen til Ungarn, der fik guld. Italien, som havde tabt til Ungarn i semifinalen, vandt derpå over Tyskland, som havde tabt til Ungarn tidligere, og blev nummer to, mens Bøhmen blev nummer tre. Bøhmens hold bestod derudover af brødrene Vlastimil Lada-Sázavský og Otakar Lada samt Vilém Goppold von Lobsdorf og Bedřich Schejbal.